# 三宅ひとみ (1983年生)
三宅 ひとみ（みやけ ひとみ、1983年12月26日 - ）は、日本の女優。
劇団ひまわり所属。

## 出演

### テレビドラマ
- エリ子、十六歳の夏（1990年、フジテレビ）
- 土曜ワイド劇場 罠の女（1995年、テレビ朝日）
- 新札発行記念ドラマ『樋口一葉物語』（2004年、TBSテレビ）
- 慶次郎縁側日記2（2005年、NHK）
- 篤姫（2008年、NHK）徳川家定付き大奥女中 つよ 役
- 龍馬伝（2010年、NHK）坂本家下女 さと 役
- バーテンダー（2011年、テレビ朝日）

### 舞台
- ロミオとジュリエット
- リア王
- 民宿チャーチの熱い夜制作委員会presents『民宿チャーチの熱い夜9』（2011年7月）[2]
- DEAD STOCK UNION produces vol.23『きっと。そしてずっと。』（2011年11月）[2]
- 劇団Peek-a-Boo 第16回公演『俺達はぺ天使だ！』（2012年7月）[3]

### CM
- リクルート リクナビ2008（2007年）
- JT、「それぞれのときを、想う。ありがとう篇」